# 黒木俊秀
黒木 俊秀（くろき としひで、1958年 - ）は、日本の医学者、精神科医。九州大学教授。宮崎県出身。

## 学歴
- 1983年 - 九州大学医学部卒業 医学博士

## 職歴
- 1989年 - 九州大学医学部附属病院精神神経科助手
- 1999年 - 九州大学大学院医学研究院助教授
- 2007年 - 国立病院機構肥前精神医療センター臨床研究部長
- 2013年 - 九州大学大学院人間環境学研究院実践臨床心理学専攻教授

## 研究分野
- 精神神経科学

## 著書
- 発達障害の疑問に答える 慶應義塾大学出版会 (2015/6/26)
- 現代うつ病の臨床  創元社 (2009/8/8)
- 語り・物語・精神療法  日本評論社 (2004/08)
- DSM-V研究行動計画(翻訳) みすず書房 (2008/7/24)